# Белла Порч
Белла Порч (англ. Bella Poarch; настоящее имя — Денари Батиста Тейлор; англ. Denarie Bautista Taylor; имя при рождении — Белинда Мари Макаденгденг Батумбакал; англ. Belinda Marie Macadengdeng Batumbakal; род. 9 февраля 1997, Филиппины) — американский видеоблогер и певица филиппинского происхождения. Ей принадлежит самое популярное видео 2020 года в TikTok, в котором она синхронизирует губы с песней «M to the B» британской рэп-исполнительницы Millie B. По состоянию на 8 октября 2022 года имеет более 92 миллионов подписчиков в TikTok, став третьим по популярности человеком на платформе после Хаби Лейма и Чарли Д’Амелио.
Порч также подписала контракт со звукозаписывающим лейблом Warner Records. В мае 2021 года выпустила свой дебютный сингл «Build a Bitch».

## Биография

### Ранние годы
Порч родилась 9 февраля 1997 года на Филиппинах. Её семья переехала в США в штат Техас, когда ей было 13 лет. Порч служила в ВМС США и несколько лет находилась в Японии.

### Карьера
В апреле 2020 года она начала активно публиковать контент в TikTok, где прославилась своими липсинк-видео. Известность ей принесло видео, в котором она синхронизирует губы с песней «M to the B» Millie B. Увеличенное видео с её изображением, синхронизация губ под эту мелодию и ритмичное кивание стало вирусным и одним из самых популярных видео TikTok за всё время. Спустя несколько месяцев после успеха в TikTok она запустила канал на YouTube и страницу в Twitter.
Порч часто снимает видео со своей игрушкой альпакой. В 2020 году она выпустила лимитированную линию одежды RIPNDIP x Paca Collaboration.
14 мая 2021 года Порч выпустила свой дебютный сингл «Build a Bitch». В клипе на песню представлены другие известные интернет-личности, в том числе Valkyrae, Миа Халифа и Bretman Rock. В видео Порч и другие девушки представлены в виде кукол, создаваемых в соответствии с предпочтениями мужчин. В конце концов, девушки на видео восстают, поджигая магазин.
В эпизоде подкаста 100 Thieves «The CouRage and Nadeshot Show» Порч отметила, что «Build a Bitch» восходит к её собственной истории издевательств в детстве, и ей хотелось бы, чтобы её песня «помогала многим людям просто быть более уверенными в себе». По словам девушки, певицей она хотела стать с детства.
12 августа 2022 года Белла Порч выпустила свой дебютный мини-альбом Dolls.

## Дискография

### Мини-альбомы
| Название | Подробности                                                                 |
| -------- | --------------------------------------------------------------------------- |
| Dolls    | - Релиз: 12 августа 2022 - Лейбл: Warner - Формат: цифровой релиз, стриминг |

### Синглы
| Название                          | Год  | Наивысшая позиция в чартах | Наивысшая позиция в чартах | Наивысшая позиция в чартах | Наивысшая позиция в чартах | Наивысшая позиция в чартах | Наивысшая позиция в чартах | Наивысшая позиция в чартах | Наивысшая позиция в чартах | Альбом |
| Название                          | Год  | US                         | AUS                        | CAN                        | IRE                        | NOR                        | NZ                         | SWE                        | UK                         | Альбом |
| --------------------------------- | ---- | -------------------------- | -------------------------- | -------------------------- | -------------------------- | -------------------------- | -------------------------- | -------------------------- | -------------------------- | ------ |
| «Build a Bitch»                   | 2021 | 56                         | 28                         | 28                         | 23                         | 25                         | 24                         | 65                         | 30                         | Dolls  |
| «Inferno» (совместно с Sub Urban) | 2021 | —                          | —                          | 61                         | —                          | —                          | —                          | —                          | —                          | Dolls  |
| «Dolls»                           | 2022 | —                          | —                          | —                          | —                          | —                          | —                          | —                          | —                          | Dolls  |
| «Living Hell»                     | 2022 | —                          | —                          | —                          | —                          | —                          | —                          | —                          | —                          | Dolls  |

## Награды и номинации
| Год  | Награда                  | Номинирована    | Категория                        | Результат | Прим.  |
| ---- | ------------------------ | --------------- | -------------------------------- | --------- | ------ |
| 2021 | MTV Millennial Awards    | Белла Порч      | Global Creator                   | Номинация | [ 30 ] |
| 2021 | MTV Video Music Awards   | «Build a Bitch» | Лучшие визуальные эффекты        | Номинация | [ 31 ] |
| 2021 | UK Music Video Awards    | «Build a Bitch» | Лучшее поп-видео — международное | Номинация | [ 32 ] |
| 2021 | 11th Streamy Awards      | Белла Порч      | Creator of the Year              | Номинация | [ 33 ] |
| 2021 | 11th Streamy Awards      | Белла Порч      | Breakout Creator of the Year     | Победа    | [ 33 ] |
| 2021 | 11th Streamy Awards      | Белла Порч      | Short Form                       | Номинация | [ 33 ] |
| 2022 | iHeartRadio Music Awards | Белла Порч      | Social Star Award                | Победа    |        |
| 2022 | iHeartRadio Music Awards | «Build a Bitch» | Лучшее музыкальное видео         | Номинация | [ 34 ] |